# Daniel Lee Siebert
Daniel Lee Siebert (17 de junio de 1954-22 de abril de 2008) fue un asesino en serie estadounidense en el corredor de la muerte de Alabama. Fue condenado por tres asesinatos y confesó al menos cinco. Durante el interrogatorio indicó que era responsable de al menos 12 muertes. Siebert murió el 22 de abril de 2008 en la Prisión Holman, cerca de Atmore, por complicaciones de cáncer.

## Asesinatos
El primer asesinato conocido de Siebert ocurrió en Las Vegas, Nevada, por el cual fue condenado por homicidio preterintencional.
También fue acusado de los asesinatos de dos mujeres en Los Ángeles, California, ocurridos en 1985.
En 1986, Siebert asesinó a una estudiante del Instituto para Sordos y Ciegos de Alabama (Alabama Institute for the Deaf and Blind), en Talladega, y a sus hijos. Sherri Weathers había faltado a clases por más de una semana, y la escuela se preocupó porque no se había puesto en contacto con ellos para dar una explicación; su cuerpo y los de sus dos hijos fueron encontrados cuando registraron su apartamento.
La investigación también reveló que otra estudiante, Linda Jarman, había estado ausente del instituto; fue encontrada muerta en su apartamento, también asesinada. Siebert también fue acusado del asesinato de Linda Odum, una mesera con quien había estado saliendo. La desaparición de Odum fue denunciaba en febrero, y sus restos fueron descubiertos en marzo. Las huellas dactilares vincularon a Siebert al auto robado de Odum. La policía sospecha que Siebert también estuvo involucrado en la muerte de Sheryl Evans, del condado de Calhoun, cuyo cuerpo fue encontrado por la misma fecha. Adicionalmente, fue acusado de la muerte de Beatrice McDougall en Atlantic City, Nueva Jersey, en 1986. Mientras se encontraba en custodia, Siebert dijo que había cometido 12 asesinatos o más.

## Descubrimiento
Un profesor de arte con el nombre de “Daniel Spence” fue interrogado en relación con el primer crimen, luego de que la policía fue notificada de que él tenía un interés en Sherri Weathers. Una comprobación de las huellas dactilares de Spence revelaron que en realidad se trataba de Daniel Siebert, quien tenía una condena anterior por homicidio preterintencional en 1979 y era buscado por cargos de agresión en San Francisco, California.
Siebert pasó los siguientes seis meses prófugo. Fue detenido en Hurricane Mills, Tennessee, después de hacer una llamada telefónica a un amigo que lo denunció a la policía. Su siguiente llamada fue rastreada a una cabina telefónica cerca de un restaurante en el que trabajaba y fue arrestado al día siguiente cuando se presentó a trabajar.

## Encarcelamiento
Siebert fue condenado a la pena de muerte en los casos de Jarman, y en el de Weathers y sus hijos. La ejecución de Siebert se fijó para el 25 de octubre de 2007 por el asesinato de Weathers y sus hijos. El fiscal general adjunto, Clay Crenshaw, dijo que Siebert había agotado todas sus apelaciones por el asesinato de Weathers y sus hijos. Siebert había estado recibiendo tratamiento para el cáncer de páncreas. Su ejecución fue aplazada horas antes de que se llevara a cabo.
Tenía el número de serie institucional de Alabama #00Z475.